# Tempelan
Tempelan is een bestuurslaag in het regentschap Blora van de provincie Midden-Java, Indonesië. Tempelan telt 5158 inwoners (volkstelling 2010).